# Nezgoda na radu
Nesreća na radu je svaki neželjeni i neplanirani događaj koji može imati za posljedicu ozljedu, zdravstveno oštećenje radnika, materijalni gubitak ili onečišćenje okoliša. Nesreće i nezgode na radu posljedice su rizika koji proizlazi iz neispravnog postupanja čovjeka u radnoj okolini. Taj rizik može biti opasan, ali i ne mora.
Statistički gledano, na 330 rizičnih događaja:
- 300 će proći bez posljedica
- 29 događaja će biti opasni i zamalo prouzročiti štetne posljedice
- 1 događaj će za posljedicu imati ozljedu radnika, materijalnu štetu ili onečišćenje okoliša.

Razlika između nezgode na radu i ozljede na radu je u tome što nezgoda ne mora uvijek imati posljedice, dok je ozljeda proizašla iz nezgode i ima štetne posljedice.
Razlika između nezgode na radu i profesionalne bolesti je ta što je nezgoda slučajna i traje jedan trenutak (trenutak kad se ozljedimo), a profesionalna bolest je posljedica dugotrajnijeg izlaganja nekim opasnim tvarima i radom u prostoru štetnom za ljudsko zdravlje.
Kako bi se spriječile nezgode i nesreće na radu kao glavni uzročnik svih štetnih događaja koji se na radu mogu dogoditi potrebno je implementirati mjere i pravila zaštite na radu. Implementacijom tih mjera identificiraju se svi potencijalno opasni rizici te se provode mjere sprečavanja nezgoda, nesreća i profesionalnih bolesti.

## Vanjske poveznice
- Članak o prosječnom broju nezgoda i posljedica koje one donose  Arhivirana inačica izvorne stranice od 29. lipnja 2008. (Wayback Machine)
- ZAVOD ZA UNAPRIJEĐENJE ZAŠTITE NA RADU
- MINISTARSTVO RADA I MIROVINSKOG SUSTAVA

## Unutarnje poveznice
- Zaštita na radu
- Profesionalna bolest
- Ozljeda na radu